# کازوکی چیبا
کازوکی چیبا (ژاپنی: 千布一輝؛ زادهٔ ۱۳ ژوئیهٔ ۱۹۹۵) یک بازیکن فوتبال اهل ژاپن است.
از باشگاه‌هایی که در آن بازی کرده‌است می‌توان به باشگاه فوتبال فاگیانو اوکایاما اشاره کرد.